# دانیل استورجن
دانیل استورجن (به انگلیسی: Daniel Sturgeon) سناتور سابق عضو حزب دموکرات ایالات متحده آمریکا بود. وی در سال ۱۸۴۰ تا ۱۸۵۱ میلادی سناتور ایالت پنسیلوانیا در سنای ایالات متحده آمریکا بود.